# JCOM メディア事業部門
JCOM株式会社 メディア事業部門（ジェイコム メディアじぎょうぶもん）は、JCOM株式会社（J:COM）のメディア事業（映画・映像作品の企画・製作、劇場配給、コンテンツの動画配信、BS/CS専門チャンネルの運営など）を統括する部門。ブランド名は「J:COM」。

## 概要
ジュピターテレコムは2024年7月（令和6年）現在、合計18の専門チャンネルに出資・運営（#出資・運営チャンネル）しているが、そのうち6チャンネルはメディア部門が直接運営（#J:COMオペレーションチャンネル）に携わり、それ以外のチャンネルには資本参加し、ケーブルテレビ局向け営業など一部業務を請け負っている（#資本参加チャンネル）。
2009年（平成21年）3月までは社内カンパニー制を導入し、組織名を「ジュピターTVカンパニー」とし、ブランド名は「ジュピターTV」を使用していた。
元来は住友商事とアメリカ合衆国の大手MCOであったTCIの合弁により、株式会社ジュピター・プログラミング・ネットワーク（JPC）として設立。のちに商号を株式会社ジュピター・プログラミングに変更し、さらに2006年（平成18年）1月1日には株式会社ジュピターTVに変更。
2007年（平成19年）9月に株式会社ジュピターテレコムに吸収合併された。
合併前までにジュピターテレコムと直接の資本関係はなかったが、設立時期がほぼ同時期であり、同じ住商・リバティ系としてMSO（ケーブルテレビ事業統括）とMCO（番組供給事業統括）で事業分担され、事実上の兄弟関係にあたり、ジュピターTVが運営するHDTVチャンネルをいち早く導入したり、ビデオ・オン・デマンド向けコンテンツ供給会社「ジュピターVOD」（2007年11月、ジュピターエンタテインメントに合併）を共同で立ち上げるなど緊密な関係であった。
ちなみに、合併当時ジュピターテレコムの社長だった森泉知行は、2000年から2003年までジュピター・プログラミングの社長を務めていた。

## 沿革
- 1996年（平成8年）3月22日 - 株式会社ジュピター・プログラミング・ネットワーク（JPC）として設立。
- 2004年（平成16年）
  - 5月13日 - 株式会社ジュピターテレコム、住友商事株式会社、リバティメディア・インターナショナルと、4社共同出資によりジュピターVOD株式会社を設立。
  - 9月 - 本社を西新宿・東京オペラシティから虎ノ門・城山トラストタワーに移転。
- 2006年（平成18年）1月1日 - 商号を株式会社ジュピターTVに変更。
- 2007年（平成19年）
  - 5月 - 住友商事に対して1株の第三者割り当てを行い連結子会社となる。
  - 7月 - 会社分割により、有料チャンネル事業を中心とした（新）株式会社ジュピターTVを設立。（旧）ジュピターTVはSCメディアコム株式会社に商号変更。
  - 9月 - ケーブルテレビ最大手事業者である株式会社ジュピターテレコム（J:COM）に吸収合併。合併の際に社内カンパニー制を導入し「ジュピターTVカンパニー」となる。
- 2009年（平成22年）
  - 4月 - 社内カンパニー制を廃止し、「メディア事業部門」に改組。
  - 12月 - 2010年1月までにかけて、ジュピターテレコムおよび出資・運営チャンネル（ジェイ・スポーツなど一部除く）の本社を丸の内トラストタワーN館に移転[1]。
- 2010年（平成23年）3月3日 - J:COMグループの新ブランドスローガンを策定し、出資・運営チャンネルもJ:COMブランドで展開[2]。

## 出資・運営チャンネル

### J:COMオペレーションチャンネル
- ジュピターゴルフネットワーク株式会社（89.40%出資、連結子会社）
  - ゴルフネットワーク
- 株式会社ジェイ・スポーツ（80.5%出資、連結子会社）
  - J SPORTS 1
  - J SPORTS 2
  - J SPORTS 3
  - J SPORTS 4
- チャンネル銀河株式会社（連結子会社）
  - チャンネル銀河

### 資本参加チャンネル
- ディスカバリー・ジャパン株式会社（20%出資、持分法適用）
  - ムービープラス
  - 女性チャンネル♪LaLa TV
  - ディスカバリーチャンネル
  - アニマルプラネット
  - カートゥーン ネットワーク
  - MONDO TV
  - 旅チャンネル
- 株式会社エー・ティー・エックス（持分法適用）
  - AT-X
- 株式会社キッズステーション（出資）
  - キッズステーション
- 日本映画放送株式会社（出資）
  - 日本映画専門チャンネル
  - 時代劇専門チャンネル
- 株式会社日経シー・エヌ・ビー・シー（出資）
  - 日経CNBC

## かつての出資・運営チャンネル
- ジェイ・スポーツ有限会社（のち有限会社ジュピタースポーツ（2010年10月清算結了）、100%出資、連結子会社）
  - J-SPORTS（2000年3月閉局）
- ジュピターショップチャンネル株式会社（70%出資）
  - ショップチャンネル
    - 2007年7月、会社分割によりSCメディアコム（2010年3月会社解散）の子会社化、のちに住友商事の完全子会社になる。
2012年6月、株式50%をアメリカの独立系投資ファンド・ベインキャピタルグループへ売却。
2016年3月、ジュピターテレコムがベインキャピタルグループから全株式取得、KDDIが住友商事から株式5%を取得。この結果、ジュピターテレコムの連結子会社となり通販事業に属し、メディア事業部門は携わっていない。
- リアリティTVジャパン株式会社（50%出資、連結子会社）
  - リアリティTV（2005年2月～2008年3月）
    - 2008年4月会社解散
- 株式会社AXNジャパン（35%出資、持分法適用）
  - AXN 海外ドラマ
    - 2021年10月1日にノジマがSPEJとJCOM保有の全株式を取得し、ノジマの完全子会社になった[3]。
- 株式会社ジュピタービジュアルコミュニケーションズ（連結子会社）
  - 大人の趣味と生活向上◆アクトオンTV
    - 2020年3月31日をもって、放送・配信終了。
- ジュピターエンタテインメント株式会社（100%出資、連結子会社）
  - ムービープラス
  - 女性チャンネル♪LaLa TV
    - ディスカバリー・ジャパンへの事業譲渡ののち、2024年4月会社解散。

## 放送事業者
- ジュピターサテライト放送株式会社（連結子会社）
  - スカパー!プレミアムサービス（標準画質）の衛星一般放送事業者
    - ショップチャンネル（スカパー!プレミアムサービス（標準画質））
- 株式会社インタラクティーヴィ（持分法適用）
  - スカパー!の衛星基幹放送事業者
    - ムービープラス
    - 女性チャンネル♪LaLa TV
    - ゴルフネットワーク
    - チャンネル銀河
    - AT-X
    - ヒストリーチャンネル（資本関係なし）

## かつての放送事業者
- 株式会社アクティブ・スポーツ・ブロードキャスティング（2012年12月会社解散、ジェイ・スポーツ64%出資、連結子会社）
  - スカパー!の衛星基幹放送事業者
    - J SPORTS 4（J SPORTS 1・2はジェイ・スポーツ、J SPORTS 3は株式会社スカパー・エンターテイメントが衛星基幹放送事業者）
    - GAORA（資本関係なし）
    - スカイ・A sports+（資本関係なし）
- イーピー放送
  - 東経110度CSデジタル放送の委託放送事業者（現・スカパー!の衛星基幹放送事業者）
    - ショップチャンネル
- JSBC2株式会社（100%出資、連結子会社）
  - スカパー!の電気通信役務利用放送事業者（現・衛星一般放送事業者）
    - リアリティTV
- 株式会社サテライト・サービス（かつて出資、その後フジ・メディア・ホールディングスに保有株式を譲渡して、現在は同ホールディングスの連結子会社）
  - スカパー!の衛星基幹放送事業者
    - フジテレビONE スポーツ・バラエティ（資本関係なし）
    - フジテレビTWO ドラマ・アニメ（資本関係なし）
    - フジテレビNEXT ライブ・プレミアム（資本関係なし）
    - ディスカバリーチャンネル
    - アニマルプラネット